# Міхаель Коррел
Міхаель Коррел (27 лютого 1994 , Нідерланди ) — нідерландський дзюдоїст, призер чемпіонатів світу, чемпіон Європи.

## Спортивні результати на міжнародних змаганнях

### Виступи на Олімпіадах
| Змагання                    | Місце проведення | Вагова категорія | Місце      |
| --------------------------- | ---------------- | ---------------- | ---------- |
| Літні Олімпійські ігри 2020 | Токіо, Японія    | до 100 кг        | 1/8 фіналу |
| Літні Олімпійські ігри 2020 | Токіо, Японія    | змішана команда  | 5 місце    |
| Літні Олімпійські ігри 2024 | Париж, Франція   | до 100 кг        | 7 місце    |
| Літні Олімпійські ігри 2024 | Париж, Франція   | змішана команда  | 9 місце    |

### Виступи на Чемпіонатах світу
| Змагання                     | Місце проведення    | Вагова категорія | Місце      |
| ---------------------------- | ------------------- | ---------------- | ---------- |
| Чемпіонат світу з дзюдо 2015 | Астана, Казахстан   | до 100 кг        | 1/8 фіналу |
| Чемпіонат світу з дзюдо 2017 | Будапешт, Угорщина  | до 100 кг        | 5 місце    |
| Чемпіонат світу з дзюдо 2017 | Будапешт, Угорщина  | змішана команда  | 1/8 фіналу |
| Чемпіонат світу з дзюдо 2018 | Баку, Азербайджан   | до 100 кг        | 7 місце    |
| Чемпіонат світу з дзюдо 2019 | Токіо, Японія       | до 100 кг        | Бронза     |
| Чемпіонат світу з дзюдо 2019 | Токіо, Японія       | змішана команда  | 1/8 фіналу |
| Чемпіонат світу з дзюдо 2021 | Будапешт, Угорщина  | до 100 кг        | 5 місце    |
| Чемпіонат світу з дзюдо 2022 | Ташкент, Узбекистан | до 100 кг        | Бронза     |

### Виступи на Чемпіонатах Європи
| Змагання                      | Місце проведення    | Вагова категорія | Місце       |
| ----------------------------- | ------------------- | ---------------- | ----------- |
| Європейські ігри 2015         | Баку, Азербайджан   | до 100 кг        | 1/8 фіналу  |
| Чемпіонат Європи з дзюдо 2016 | Казань, Росія       | до 100 кг        | Бронза      |
| Чемпіонат Європи з дзюдо 2017 | Варшава, Польща     | до 100 кг        | 5 місце     |
| Європейські ігри 2019         | Мінськ, Білорусь    | до 100 кг        | 1/8 фіналу  |
| Чемпіонат Європи з дзюдо 2021 | Лісабон, Португалія | до 100 кг        | 1/16 фіналу |
| Чемпіонат Європи з дзюдо 2022 | Софія, Болгарія     | до 100 кг        | Золото      |